# 吉本貞一
吉本貞一（日语：／ Teiichi Yoshimoto，1887年3月23日—1945年9月14日），日本陸軍軍人。最終軍銜為大將。

## 生平
吉本貞一祖籍德岛县。1887年3月23日生于东京，是靛蓝商人吉本大三郎的长子。
在畢業於東京府立四中、陸軍中央幼年學校后，于1908年5月毕业于陸軍士官學校第20期。吉本貞一與同級的牛島滿、下村定合称为陸士20期“三羽烏”。 1916年11月，毕业于陸軍大學校（第28期，恩賜）。
在歷任駐法武官等職後，1931年8月1日，吉本貞一任參謀本部庶务科长。九一八事變爆发後，朝鮮軍擅自越過國境後，陆军中央為應對閣議中認為朝鮮軍擅自出兵屬於干預天皇指揮軍隊的大權而要求陸軍大臣和參謀總長辞职的情況，吉本貞一負責起草了辭職信。
历任步兵第21旅團长、東部防衛司令部参谋长后，吉本貞一任因中日戰爭爆發而新成立的第11军參謀長，協助岡村寧次中将在武汉會戰中作戰。随后，他擔任中支那派遣軍参谋长协助山田乙三大將。其后在诺门罕事变后任第2師團长，太平洋战争爆发时任关东军参谋长， 1942年8月1日起，任第1军司令官。
1945年，任第11方面军司令官，晋升为大將。日本戰敗後，於1945年9月14日在市谷台自殺，終年58歲。

## 年表
- 1908年5月27日 - 畢業於陸軍士官學校20期
  - 12月 - 任步兵少尉，隸書步兵第12連隊
- 1911年12月 - 任步兵中尉
- 1916年11月25日 - 畢業於陸軍大學校28期
- 1917年8月 - 參謀本部付勤務
- 1918年10月 - 任步兵大尉
  - 11月 - 任參謀本部員
- 1919年3月 - 任駐法武官
- 1922年9月 - 任參謀本部員
- 1923年8月 - 任步兵少佐，兼陸軍大學校教官
- 1924年12月 - 任陸軍省軍務局科員兼參謀本部員
- 1927年3月 - 任軍務局軍事科科員
- 1928年3月 - 任步兵中佐
- 1931年8月1日 - 任步兵大佐，參謀本部庶務科長
- 1933年12月20日 - 任步兵第68連隊長
- 1936年3月7日 - 任步兵少將，步兵第21旅團長
- 1937年8月2日 - 任東京警備參謀長兼東部防衛參謀長
  - 11月30日 - 任东部防卫参谋长
- 1938年6月20日 - 任第11军参谋长
- 1939年1月31日 - 任中支那派遣军参谋长
  - 3月9日 - 任陆军中将
  - 10月14日 - 参谋本部付
  - 11月6日 - 任第2师团长
- 1941年4月10日 - 任关东军参谋长
- 1942年8月1日 - 任第1军司令官
- 1944年11月22日 - 参谋本部付
- 1945年2月1日 - 任第11方面军司令官兼东北军管区司令官
  - 5月7日 - 任陆军大将
  - 6月22日 - 第1总军司令部付

## 荣誉
位階
- 1909年3月1日 - 正八位
- 1912年3月1日 - 從七位
- 1917年3月20日 - 正七位
- 1922年4月20日 - 從六位
- 1927年5月16日 - 正六位
- 1931年9月15日 - 從五位
- 1942年9月1日 - 正四位
- 1945年6月1日 - 從三位

勋章
- 1940年4月29日 - 勛一等旭日大綬章、功二級金鵄勛章

## 家族
- 岳父：小川贤之助陆军少将